# 世肖坊
世肖坊位于安徽省黄山市绩溪县瀛洲镇仁里村，横跨大街，南北向。
世肖坊立于明成化十四年（1478年）九月十三日。雕刻精美。1997年，公布为绩溪县文物保护单位。。